# أزيز (طب)
أزيز (بالإنجليزية: Wheeze)‏ هو صوت صفير مستمر المنتج في الشعب الهوائية في جهاز التنفس أثناء التنفس. من أجل حدوث الأزيز، يجب أن يحدث تضيّق أو انسداد جزء من الجهاز التنفسي، أو إرتفاع سرعة تدفّق الهواء داخل جهاز التنفس. يعاني من الأزيز عادةً الأشخاص المصابين بمرض تنفسي; السبب الأكثر شيوعًا للأزيز المتكرر هو نوبات الربو، على الرغم من أنه يمكن أن يكون أحد أعراض سرطان الرئة.
هناك تشخيص تفريقي واسع للأزيز، ويتم تحديد سبب الأزيز عند المريض وفقًا لخصائص الأزيز، وتاريخ المرض، والنتائج السريرية في الفحص الطبي.